# Thaumatogelis audax
Thaumatogelis audax là một loài tò vò trong họ Ichneumonidae.